# قانون والراس

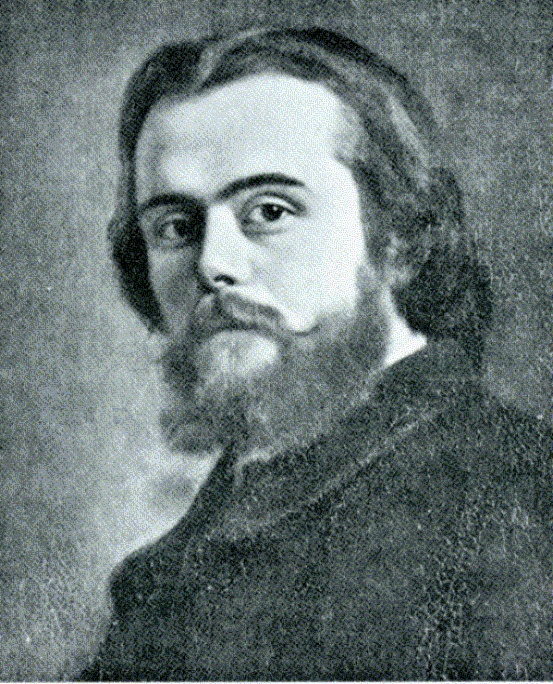
لئون والراس (1813-1910)

قانون والراس، (به انگلیسی: Walras' Law) یکی از قوانین علم اقتصاد، در پیوند با نظریه تعادل عمومی است و بیانگر این تئوری که برای خنثی نمودن عرضه بیش از حد در یک بازار، باید تقاضای بیش از حد در بازار دیگری رخ دهد. پس چنانچه تمامی بازارها در تعادل کامل باشند، بازار مذکور نیز در تعادل اقتصادی به سر می‌برد. نام این قانون از نام اقتصاددان فرانسوی؛ لئون والراس گرفته شده است.